# Nicole DeHuff
Nicole Renee DeHuff (Antlers, 6 gennaio 1975 – Los Angeles, 16 febbraio 2005) è stata un'attrice statunitense.

## Biografia

### Carriera
Nicole DeHuff nacque il 6 gennaio 1975 ad Antlers, in Oklahoma, e crebbe a Broken Bow e Oklahoma City. Iniziò la carriera di attrice conseguendo una laurea in recitazione presso la Carnegie Mellon University di Pittsburgh. Qui incontrò il produttore esecutivo e regista Ari Palitz, col quale si sposò nel 2000 e si trasferì a Los Angeles.
DeHuff debuttò al cinema con il suo ruolo di maggior rilievo nella commedia di successo Ti presento i miei, in cui interpretò Deborah "Debbie" Byrnes. Nel 2002 ottenne un ruolo regolare nella serie TV The Court, apparendo successivamente in altre serie come CSI: Miami, Senza traccia, Dragnet, The Practice - Professione avvocati e Detective Monk.

### Morte
Nelle settimane precedenti alla sua morte, DeHuff venne ricoverata per una malattia respiratoria in due ospedali, che le diagnosticarono erroneamente una bronchite, rimandandola a casa e prescrivendole il paracetamolo e un antibiotico. Tuttavia la sua salute peggiorò, e il 16 febbraio 2005 i paramedici si precipitarono a casa sua dopo che era crollata a terra per una insufficienza respiratoria acuta. Durante il tragitto verso l'ospedale perse conoscenza, e quando si scoprì che in realtà soffriva di polmonite era ormai troppo tardi: DeHuff morì poco dopo l'arrivo nella struttura, all'età di 30 anni.
La notizia della morte venne resa nota dalla madre un mese dopo, e dopo la cremazione le sue ceneri vennero affidate a famigliari e amici.

## Filmografia

### Cinema
- Ti presento i miei (Meet the Parents), regia di Jay Roach (2000)
- Killing Cinderella, regia di Lisa Abbatiello (2000)
- Suspect Zero, regia di E. Elias Merhige (2004)
- Unbeatable Harold, regia di Ari Palitz (2006)

### Televisione
- CSI - Scena del crimine (CSI: Crime Scene Investigation) – serie TV, episodio 2x06 (2001)
- The Practice - Professione avvocati (The Practice) – serie TV, episodio 6x09 (2001)
- The Court – miniserie TV (2002)
- Senza traccia (Without a Trace) – serie TV, episodio 1x12 (2003)
- Dragnet – serie TV, episodio 2x04 (2003)
- Detective Monk (Monk) - serie TV, episodio 2x10 (2004)
- CSI: Miami – serie TV, episodi 2x15-2x18 (2004)
- See Arnold Run, diretto da J. B. Rogers – film TV (2004)

## Doppiatrici italiane
Nelle versioni in italiano delle opere in cui ha recitato, Nicole DeHuff è stata doppiata da:
- Stella Musy in Ti presento i miei
- Eleonora De Angelis in CSI: Scena del crimine
- Francesca Guadagno in Detective Monk